# Xanthorhoe vacuaria
Xanthorhoe vacuaria är en fjärilsart som beskrevs av Achille Guenée 1858. Xanthorhoe vacuaria ingår i släktet Xanthorhoe och familjen mätare. Inga underarter finns listade i Catalogue of Life.